# Soria Zeroual
 Soria Zeroual (Batna; 12 de mayo de 1970) es una actriz argelina que inició su trayectoria en el año 2015. Al no ser reconocida como una actriz profesional, tuvo la oportunidad de un gran éxito de interpretación con un papel principal en la película Fatima, quien además, fue nominada en los Premios Cesar como Mejor Actriz, y la película fue ganadora del año.

## Biografía
Soria Zeroual nació en Batna, Argelia, es miembro de una familia de diez hermanos. Zeroual tuvo que dejar los estudios a la edad de quince años. Ella llegó a Francia a partir del año 2002, residiendo en Givors. Al no poder hablar francés, tuvo que asistir a un curso para aprender el idioma. Además, es madre de tres hijos y decidió trabajar como empleada de limpieza para mantener a su familia.
En el año 2015, conoce a Philippe Faucon, un director de cine que decide darle el papel principal de la película Fatima. Además, el personaje tiene varios puntos en común con su vida real. Esto la llevó a una nominación en los Premios Cesar como Mejor Actriz, pero la victoria fue finalmente para Catherine Frot. La película resultó un gran éxito en la entrega de los Cesar, y obtuvo el premio a la Mejor Película.

## Filmografía
- 2015: Fatima (como Fatima)
- 2018: Amin (como clienta de la agencia de transferencia de dinero)